# Вікі-хостинг
Вікі-хостинг або вікі-ферма - це сервер або масив серверів, що пропонує користувачам інструменти для спрощення створення та розробки окремих незалежних вікі. Вікіферми не слід плутати з wiki "сім'ями", більш загальним терміном для будь-якої групи вікі, розташованих на одному сервері. 
До вікі-ферм хтось, хто хотів керувати wiki, повинен був самостійно встановлювати програмне забезпечення та керувати серверами. За допомогою вікі-ферми адміністрація ферми встановлює основний вікі-код один раз на своїх власних серверах, централізовано підтримує сервери та встановлює унікальний простір на серверах для вмісту кожної окремої вікі із загальним основним кодом, що виконує функції кожної вікі.
Комерційні та некомерційні вікі-ферми доступні для користувачів та інтернет-спільнот. Хоча більшість вікіферм дозволяють кожному відкрити власну вікі, деякі накладають обмеження. Багато компаній, що займаються фермами wiki, приносять дохід шляхом розміщення реклами, але часто дозволяють сплачувати щомісячну плату як альтернативу рекламі.
Багато найвідоміших на сьогодні вікіферм розпочали свою діяльність у середині 2000-х років, включаючи Wikipedia (2001), Fandom (2004), PBworks (2005), Wetpaint (2005), Wikidot (2006) та Gamepedia (2012).

## Зовнішні посилання
- DMOZ Computers/Software/Groupware/Wiki/Wiki Farms [Архівовано 13 березня 2017 у Wayback Machine.]
- Wikimatrix, with interactive selection of wikifarms based on user preference now only available through archive.